# یوونگسویل (لوئیزیانا)
یوونگسویل (به انگلیسی: Youngsville) شهری در ایالت لوئیزیانا کشور ایالات متحده آمریکا است که جمعیت آن در سرشماری سال ۲۰۱۰ میلادی، ۸٬۱۰۵ نفر بوده‌است.